# Miss Universo 1953
Miss Universo 1953, la segunda edición del concurso de belleza Miss Universo, se realizó en el Long Beach Municipal Auditorium en Long Beach, California, Estados Unidos el 17 de julio.
Veintiséis candidatas, representantes de igual número de países y territorios, compitieron por el título en esta versión del certamen. Al final del evento —y debido a que Armi Kuusela Miss Universo 1952, de Finlandia, había abandonado el título para casarse—, la actriz estadounidense Julie Adams coronó a Christiane Martel, de Francia quien con 17 años se convirtió en la primera representante de su país en obtener el título de Miss Universo.
Previamente, señoritas de los Estados Unidos habían competido por el título de Miss Estados Unidos de América, las cuales convivieron con las delegadas internacionales en espera de saber cuál de ellas representaría a la nación anfitriona. Myrna Hansen, representante del estado de Illinois, resultó vencedora.
El conductor de la velada fue Bob Russell.

## Resultados

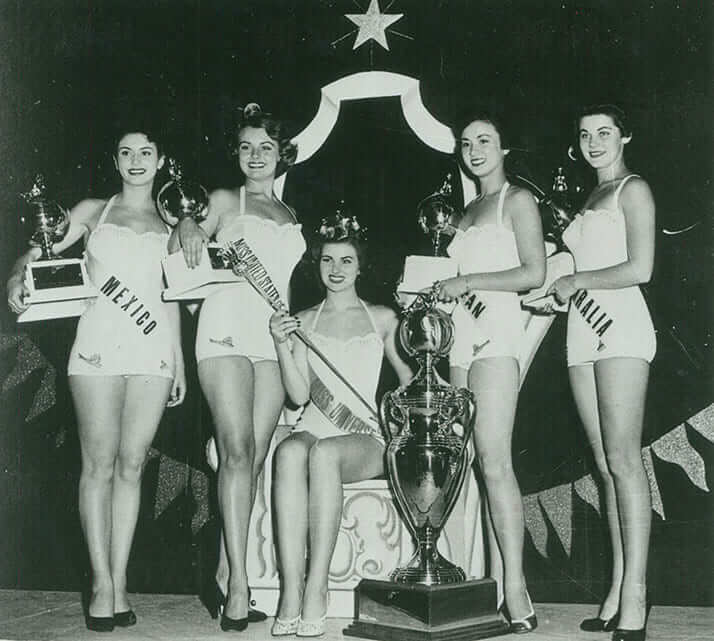
Christiane Martel junto a su corte de coronación de Miss Universo 1953, (de izquierda a derecha) Ana Bertha Lepe, Myrna Hansen, Kinuko Ito, y Maxine Morgan.

### Clasificación final
| Posición           | Concursante |
| ------------------ | --- |
| Miss Universo 1953 | - Francia - Christiane Martel |
| 1.ª finalista      | - Estados Unidos - Myrna Hansen |
| 2.ª finalista      | - Japón - Kinuko Ito |
| 3.ª Finalista      | - México - Ana Bertha Lepe |
| 4.ª finalista      | - Australia - Maxine Morgan |
| Semifinalistas     | - Alemania Occidental - Christel Schaack - Austria - Lore Felger - Canadá - Thelma Brewis - Dinamarca - Jytte Olsen - Italia - Rita Stazzi - Noruega - Synnoeve Gulbrandsen - Panamá - Emita Arosemena - Perú - Mary Sarmiento - Uruguay - Alicia Ibáñez - Sudáfrica - Ingrid Mills - Turquía - Ayten Akyol |

### Premios especiales
Los premios de Miss Simpatía y Miss Fotogénica fueron otorgados a las siguientes candidatas:
| Premio          | Concursante                     |
| --------------- | ------------------------------- |
| Miss Simpatía   | - Luisiana - Jeanne Thompson    |
| Miss Fotogénica | - Estados Unidos - Myrna Hansen |

## Concursantes
Las candidatas al título de Miss Universo 1953 fueron las siguientes:
- Alaska - Muriel Hagberg
- Alemania Federal - Christel Schaack
- Australia - Maxine Morgan
- Austria - Lore Felger
- Bélgica - Elayne Cortois
- Canadá - Thelma Elizabeth Brewis
- Dinamarca - Jytte Olsen
- Estados Unidos - Myrna Rae Hansen
- Filipinas - Cristina Monson Pacheco
- Finlandia - Teija Anneli Sopanen
- Francia - Christiane Martel
- Grecia - Doretta Xirou
- Hawái - Aileen Lauwae Stone
- Italia - Rita Stazzi
- Japón - Kinuko Ito
- México - Ana Bertha Lepe Jiménez
- Noruega - Synnoeve Gulbrandsen
- Panamá - Emita Arosemena Zubieta
- Perú - Mary Ann Sarmiento Hall
- Puerto Rico - Wanda Yvette Irizarry
- Unión Sudafricana - Ingrid Rita Mills
- Suecia - Ulla Marianne Sandkler
- Suiza - Danielle Oudinet
- Turquía - Ayten Akyol
- Uruguay - Ada Alicia Ibáñez Amengual
- Venezuela - Gisela Carlota Bolaños Scarton